# Heino Kleiminger
Heino Kleiminger (* 3. Februar 1939 in Wismar; † 16. April 2015 in Rostock) war ein deutscher Fußballspieler. Der Stürmer erzielte zwischen 1956 und 1970 62 Tore in 186 Spielen in der DDR-Oberliga für den SC Empor Rostock und den F.C. Hansa Rostock. In den Jahren 1963 und 1964 trat er zudem vier Mal für die Fußballnationalmannschaft der DDR an, für die er fünf Treffer erzielte.

## Laufbahn
Kleiminger begann seine fußballerische Laufbahn im Alter von zwölf Jahren bei der westmecklenburgischen Betriebssportgemeinschaft (BSG) Motor Wismar, die zu dieser Zeit in der zweitklassigen Liga vertreten war. Dort spielte er fünf Jahre in den Jugendmannschaften und ging 1956 nach ersten Einsätzen für Motor in der II. Liga, damals die dritthöchste Spielklasse, 17-jährig zum DDR-Oberligisten SC Empor Rostock, dem späteren F.C. Hansa Rostock. Er gehörte damit zur jungen, hauptsächlich aus Norddeutschland stammenden, zweiten Generation der Emporspieler, nachdem die Mannschaft 1954 von der erzgebirgischen BSG Empor Lauter an die Ostsee umgesiedelt worden war. Zwischen 1956 und 1957 gehörte Kleiminger zum Kader der DDR-Juniorennationalmannschaft, für die er drei Länderspiele bestritt.
Das erste Oberligaspiel bestritt Kleiminger am 23. September 1956 gegen Motor Zwickau, in dem er bei der 3:6-Heimniederlage einen Treffer erzielte. Er war bis 1970 beim Rostocker Fußballclub, der 1965 aus dem SC Empor herausgelöst wurde, aktiv und wurde hauptsächlich als Halbstürmer eingesetzt. Er brachte es auf 186 Oberligaspiele und erzielte 62 Tore. Diese Jahre gehörten zu den erfolgreichsten der Hanseaten, die in dieser Zeit viermal den zweiten Platz in der Oberliga erreichten und dreimal im Finale des DDR-Fußballpokals standen.
Zwischen 1963 und 1964 kam er auch zu vier Länderspielen, in denen er fünf Tore schoss. Vier Tore schoss er allein beim 12:1-Sieg gegen die Auswahl Ceylons (heute Sri Lanka) am 12. Januar 1964 in Colombo. Alle vier Spiele waren Vorbereitungsspiele der DDR-Olympiaauswahl, bei denen nach dem damaligen Reglement Spieler, die in der WM-Qualifikation eingesetzt wurden, nicht spielberechtigt waren. Wegen einer Verletzung konnte Kleiminger das Olympiaturnier 1964, bei dem die DDR-Mannschaft Bronze holte, nicht mitspielen. Insgesamt nahm Kleiminger an neun Spielen der DDR-Olympiaauswahl teil – davon sechs in der Qualifikation für das Turnier in Tokio. Hinzu kommen neun Länderspiele mit der DDR-Nachwuchsnationalmannschaft sowie vier Einsätze in der B-Auswahl des DFV.

## Erfolge
- DDR-Vizemeister (4): 1962, 1963, 1964, 1968
- FDGB-Pokalfinale (3): 1957, 1960, 1967
- Aufstieg in die DDR-Oberliga (1): 1957

## Weiterer Werdegang
Nach seiner Oberligalaufbahn war Kleiminger von 1970 bis 1974 erneut bei der TSG Wismar im ostdeutschen Unterhaus, der Liga, aktiv. Danach arbeitete er als Jugendtrainer und war von 1976 bis 1980 Übungsleiter bei der TSG Bau Rostock, dem späteren Rostocker FC.
1997 überstand Kleiminger einen schweren Herzinfarkt und 1998 eine Bypassoperation. Später war er von 1996 bis 2000 Übungsleiter in Kritzmow. Er ließ sich in Graal-Müritz nieder und trainierte dort von 2005 bis 2006 den sechstklassigen mecklenburgischen Landesligisten TSV Graal-Müritz. Noch mit 67 Jahren übernahm er für eine Saison den Trainerposten beim fünftklassigen Verbandsligisten SG Warnow Papendorf. Im April 2015 erlag Kleiminger im Alter von 76 Jahren einem Krebsleiden.

## Familie
Heino Kleiminger war ein Neffe des mecklenburgischen Pädagogen und Heimatforschers Rudolf Kleiminger, Cousin des ehemaligen Rostocker Landessuperintendenten Matthias Kleiminger und Großcousin des SPD-Politikers und früheren Rostocker Bundestagsabgeordneten Christian Kleiminger. Der ehemalige Oberligaspieler Ralf Kleiminger ist sein Sohn. Außerdem war er mit dem international bedeutenden Physiker und NS-Gegner Gustav Mie („Mie-Streuung“) verwandt.